# The Terrible Thunderlizards
The Terrible Thunderlizards est une série d'animation américano-canadienne de 36 épisodes créée par Savage Steve Holland et Bill Kopp. L'émission a été diffusée pour la première fois du 20 novembre 1993 au 28 juillet 1997. En France, la série était diffusée sur Fox Kids. Il s'agit d'une «série segment» de 11 minutes pour Eek! Le chat.
La propriété de la série est passée à Disney en 2001 lorsque Disney a acquis Fox Kids Worldwide. Mais la série n'est pas disponible sur Disney+,,.

## Synopsis
La série raconte les mésaventures d'un trio de dinosaures mercenaires libérés de prison chargés d'éliminer deux êtres humains primitifs (leurs peines et la cause de leur incarcération n'est pas clarifiée dans l'histoire) dans la ville de Jurassic. Cet ordre de mission découle de recherches scientifiques démontrant que, si l'Humanité en venait à se multiplier, cela sonnerait la fin de la suprématie des dinosaures. Toutefois, en dépit de leur taille, de leur puissance de feu et de l'inconscience de leurs objectifs, les mercenaires échouent toujours à tuer les êtres humains, donnant lieu à des résultats comiques.
Leur méthode favorite pour attaquer les humains consiste à jeter sur eux des bombes faites d'essaims d'abeille, qui, lors de l'impact, vont généralement se retourner contre les dinosaures eux-mêmes ; les forçant ainsi à se cacher dans l'eau pour échapper aux abeilles. Si les mercenaires n'arrivent pas à éliminer les humains, ils défendent malgré tout vaillamment la ville de Jurassic contre les ennemis. Leurs opérations sont parfois couronnées de succès dans des missions dangereuses telles que le sauvetage de la fille du président victime d'un kidnapping. Grâce à cela, les mercenaires peuvent continuer à travailler et ne retournent pas en prison.

## Production
La série a été à l'origine conçue comme une dérivée de Eek! Le chat. Le segment devait être diffusé au début de la seconde saison d'Eek en septembre 1993, mais en raison de retards de production, il a débuté en novembre. Comme Eek!, le segment a également été une coproduction de Nelvana enfants et Fox en association avec les Savage Studios Ltd.

## Distribution des voix

### Original anglais
- Savage Steve Holland : Doc Tari, Voix supplémentaires
- Bill Kopp : Kutter, Voix supplémentaires
- Jason Priestley : Squatt (I, 1993-1996)
- Corey Feldman : Squatt (II, 1996-1997)
- Charlie Adler : Le projet de loi, Voix supplémentaires
- Curtis Armstrong : Scooter, Voix supplémentaires
- Kurtwood Smith : le général Galapagos, Thuggo (en 4 épisodes)
- Brad Garrett : Thuggo
- Cam Clarke : Huckleberry, Voix supplémentaires

### Doublage français
- Patrick Raynal : le général Galapagos
- Daniel Russo : Bill et Doc Tari
- Luq Hamet : Kutter
- Jean-Claude Robbe : Scooter et Squatt

### Doublage québécois
- Éric Gaudry : Général Galapagos